# Laviano
Laviano è un comune italiano di 1 281 abitanti della provincia di Salerno in Campania, le cui origini risalgono alle popolazioni sabine. A partire dalla fine del 1800, l'emigrazione segna la storia del paese. Dopo le distruzioni provocate dal terremoto del 1980 - morto un quinto degli abitanti e oltre mille unità edilizie distrutte o danneggiate -, la popolazione risiede in gran parte nel luogo ove era ubicato il vecchio paese, interamente ricostruito, e vive quasi esclusivamente dei proventi dell'agricoltura, della silvicoltura e dell’allevamento. L'industria si identifica per lo più con le attività di trasformazione legate alla sfera rurale: i prodotti caseari e l’olio extravergine d’oliva Colline Salernitane D.O.P.. Situato in posizione centrale nell'alta valle del Sele, Laviano dispone di notevoli risorse naturalistiche, di cui la fitta rete di sentieri ed itinerari turistici agevola la fruizione. Le più importanti attrazioni turistiche sono il Castello Medioevale ed il Ponte tibetano.

## Geografia fisica

### Territorio
Laviano è un piccolo paese dell'entroterra salernitano incuneato tra Lucania e Irpinia, situato a 475 m s.l.m., nella parte occidentale e più alta della Valle del fiume Sele, alle pendici nord-occidentali del monte Eremita (1.579 m s.l.m.). Il territorio comunale, caratterizzato da forti oscillazioni altimetriche, appartiene all’Appennino meridionale e rientra nel gruppo montuoso Marzano – Eremita, delimitato ad ovest dalla medio-alta valle del Sele, a nord dal fiume Temete e dalla strada statale n. 381 (tratto Laviano – Muro Lucano), ad est dalla fiumara di Muro e dai fiumi Platano e Bianco, a sud dai piani di Palomonte – Buccino e San Gregorio Magno – Ricigliano (vecchi bacini lacustri da poco interrati).
Il territorio comunale, di 56 km², comprende un'area prevalentemente montuosa la cui altitudine è compresa tra 261 e 1.579 m s.l.m. e ricade nel bacino idrografico del fiume Sele, situata sull'Appennino Lucano e nell'alta valle del Sele, al confine con la Basilicata caratterizzata da modesti valloni e fossi di scolo a regime stagionale. Principale tributario del Sele è il Temete, che si riversa nelle sue acque in località Temete. Parte di queste acque sono state captate nell’acquedotto Lucano, riducendone la portata. Valle delle Conche (12 km) viene alimentato prevalentemente dalla sorgente Valle Porcaro; in passato era possibile la balneazione, ma con il terremoto le acque si sono infiltrate nel suolo per poi sfociare nel Sele.

### Sismologia
Il territorio del Comune, che dal 1400 al 2000 ha subito 22 eventi sismici, è situato nella Zona 1 che, secondo la Classificazione sismica contenuta nell’Ordinanza del Presidente del Consiglio dei Ministri n. 3274 del 20 marzo 2003, pubblicata sulla Gazzetta Ufficiale n. 105 dell’8 maggio 2003, “è la zona più pericolosa con alta probabilità che capiti un forte terremoto”.

### Clima
Nella Valle del Sele, le temperature medie annue si aggirano tra gli 8 e i 12 °C, per scendere intorno ai 4-5 °C sugli altorilievi. Le precipitazioni hanno valori medi annui di circa 1.000 mm nel fondovalle, ma superano i 1.700 mm alle alte quote, con massimi a novembre-dicembre ed è frequente la neve. I venti prevalenti spirano da Ovest.
La stazione meteorologica più vicina è quella di Stazione meteorologica di Andretta (AV). In base alla media trentennale di riferimento 1961-1990, la temperatura media del mese più freddo, gennaio, si attesta a +3,2 °C; quella del mese più caldo, agosto, è di +21,9 °C.
Altri dati storici provengono dalla stazione di Buccino (SA): per i periodi di osservazione che vanno dal 2008 al 2012, si registra una temperatura media annua intorno ai 15 °C, la piovosità annua è pari a 939 mm, quasi assenti le precipitazioni ad agosto.
Il Comune è ubicato nella Zona E, 2127 GG, della Classificazione climatica dei comuni italiani introdotta dal Decreto del Presidente della Repubblica n. 412 del 26 agosto 1993 che regolamenta la progettazione, l'installazione, l'esercizio e la manutenzione degli impianti termici. In questa Zona l’accensione degli impianti di riscaldamento è consentita per dodici ore giornaliere dal 1º novembre al 15 aprile.

## Origini del nome
L'attuale toponimo, attestato nel Catalogus Baronum (1150-1168), trarrebbe origine dal nome latino Abellio. Secondo altri, Lavianum sarebbe un termine sabino, forse feudo rustico della Gens Lavia.

## Storia

### Dalle origini ai giorni nostri
Il più antico insediamento fu, secondo Nicola Corcia (archeologo originario di Laviano vissuto tra il 1802 e il 1892), l'ultimo villaggio degli Ursentini, gente di stirpe lucana. Ritrovamenti archeologici nell’area testimoniano inoltre la presenza di popolazioni sannitiche già dal V secolo a.C. Il processo di romanizzazione si concretizzò intorno alla fine del III secolo a.C. In quel periodo, le foreste d’alto fusto dell'Alta Valle del Sele fornivano legname pregiato destinato alla carpenteria e alla cantieristica navale ed il Sele ed il Temete erano utilizzati per la fluitazione dei tronchi verso il mare.
All'inizio del V secolo d.C. i Longobardi si insediarono nell'Italia meridionale e realizzarono una linea di avvistamento con postazioni lungo le valli del Temete e del Sele, anche nelle vicinanze di Laviano. Dal periodo longobardo, Laviano è appartenuto al Gastaldato di Conza (Compsa). Ruggero II di Sicilia, conosciuto anche come Ruggero il normanno (prima metà del XII secolo) creò la contea di Laviano (dalla quale dipendevano, a livello militare ed amministrativo, vari paesi circostanti), assegnata al conte Guglielmo che prese, così, il cognome "de Laviano" e poi "Laviano". A lui si fanno risalire le origini del Castello. Con gli Svevi, subentrarono esponenti della famiglia Oddone. Manfredi (1232 – 1266, figlio naturale di Federico II di Svevia e di Bianca Lancia d'Agliano) scelse quali feudatari per Laviano, prima Pietro di San Severo e poi lo zio Galvano Lancia.
Con l’insediamento al trono di Napoli di Carlo d'Angiò (intorno al 1270), arrivò a Laviano la famiglia D'Alemagna che conservò la contea di Laviano per due secoli circa, come testimoniato dalla presenza, nel 1428, del conte Giorgio D'Alemagna e poi del figlio Pirro (1467-1468). Laviano passò quindi ai Carafa: dapprima ad Antonio, poi ad Anna (Principessa di Stigliano) e, infine, a Nicolò Carafa Gusman. Alla morte di questi (1660), i suoi beni (inclusa la baronia di Laviano) passarono al Regio Fisco. Don Antonio Castellano testimonia in La Cronista Conzana che, intorno al 1689-1691, Laviano contava 693 abitanti e il suo Castello mostrava già segni di declino. Nel 1697 la Regia Corte assegnò i predetti possedimenti a Francesco D’Anna, la cui famiglia li detenne per circa due secoli; Ernesto D’Anna fu l’ultimo Duca di Laviano.
Nel 1806 il re di Napoli Giuseppe Bonaparte promulgò le leggi eversive della feudalità, con le quali la feudalità venne abolita e i terreni del feudo furono assegnati al demanio comunale, la cui amministrazione doveva gestire la quotizzazione e l’assegnazione ai contadini. Il proposito era creare una piccola proprietà contadina. Gioacchino Murat, succeduto a Giuseppe Bonaparte nel 1808, diede applicazione a queste leggi. Risolte le questioni e le liti pendenti ed aboliti tutti i diritti giurisdizionali, proibitivi e personali, per poter procedere alle quotizzazioni delle terre demaniali, fu approntata un’accurata cartografia. Nella Pianta generale dell’intero agro lavianese del 1813 è riportata l’estensione della montagna e delle varie località: Cerreta, Cianciuoli, Correia, Coste di Casieri, Coste di Parise.
Dal 1811 al 1860 è stato capoluogo dell'omonimo circondario appartenente al distretto di Campagna del regno delle Due Sicilie. Dal 1860 al 1927, durante il Regno d'Italia, è stato capoluogo dell'omonimo mandamento appartenente al circondario di Campagna.

### Il terremoto
Il terremoto dell'Irpinia del 1980 avvenne alle ore 19:35 del 23 novembre 1980, durò 90 secondi e colpì una vasta area dell’Appennino meridionale, con effetti devastanti soprattutto in Irpinia e nelle zone adiacenti delle province di Salerno e di Potenza. Si scatenò a 30 km di profondità, tra la Sella di Conza della Campania (in provincia di Avellino), Castelnuovo di Conza e Laviano, cavalcando una faglia lunga circa 60 km e larga 15: la stessa che in passato aveva generato terremoti simili.
Nel paese di Laviano la percentuale delle distruzioni fu altissima: l’edificazione su un ripido pendio determinò molti crolli dovuti a trascinamento, sia per il cedimento di edifici sottostanti, che crollando coinvolsero quelli costruiti sopra, sia per il crollo di edifici sovrastanti su quelli costruiti più in basso. Crollò quasi completamente la cattedrale di Santa Maria Assunta; danni molto gravi furono rilevati anche nella chiesa di Santa Maria del Rosario. In tutto il territorio comunale le unità edilizie distrutte o crollate parzialmente furono 1.078; morirono 303 persone (un quinto della popolazione) e 235 rimasero ferite; 2.580 i senzatetto (pressoché tutta la popolazione residente).

### Onorificenze
Laviano fu insignito della medaglia d'oro al merito civile per l'opera di ricostruzione edilizia e sociale approntata.
Data del conferimento: 25 novembre 2005

## Monumenti e luoghi d'interesse

### Architetture religiose
La Chiesa di Santa Maria della Libera, chiusa al pubblico dopo il sisma, è in cattivo stato di conservazione. L’ingresso è costituito da un portale in pietra con una semplice scanalatura, mentre il portone è lavorato con bassorilievi di Angelo Albanese. All'interno, un'unica navata con un altare barocco risalente al 1738. A seguito del terremoto, è venuto alla luce un trittico affrescato di pregevole fattura raffigurante il busto di una Madonna con bambino, con San Francesco di Assisi e Sant’Antonio di Padova.
Anche nella Cappella di Santa Maria Assunta, ancora in via di restauro, in seguito al sisma sono apparsi notevoli affreschi.

### Architetture civili
Il Ponte tibetano aperto al pubblico nel 2015, nelle vicinanze del Complesso fortificato sulla Rupe dell’Olivella, è una passerella pedonale escursionistica con larghezza di 0,72 m., tenuta sospesa da funi di acciaio, che scavalca il sottostante Vallone delle Conche a circa 90 metri dal fondo, per una lunghezza complessiva di 88 m. Si tratta di una struttura metallica leggera ed a basso impatto visivo, composta da un piano di calpestio in grigliato antiscivolo e parapetto. È raggiungibile grazie a due sentieri che partono dal centro del paese.
Tra i pochi monumenti sopravvissuti al sisma, ha conservato il suo posto al centro della piazza della Repubblica la Fontana del Tritone, di fattura ottocentesca, forse ispirata alla omonima fontana di gusto barocco del Bernini o a quella dell'Aquila del Maderno, a Roma dai primi anni del 1600.

### Architetture militari
Il Castello Medioevale Normanno-Svevo D’Anna, testimonianza significativa dell’architettura fortificata dei secoli X e XI, con portali lapidei risalenti al XVII secolo e conci decorati all’ingresso principale, svetta sulla sommità della Rupe dell’Olivella. Il Castello si inserisce nel sistema di fortificazioni normanne e sveve che collegavano il mar Tirreno con la Puglia, attraversando anche la valle del Sele e la Basilicata. Fondato dal Conte Guglielmo, nel corso dei secoli passò dagli Oddone ai Lancia, ai D'Alemagna ai Carafa ed ai Gusman. Il Castello mostrava già segni di declino quando diventò proprietà della famiglia D’Anna, che lo detenne fino al 1865. Appartenne a Michelangelo Pinto, a Saverio Pinto ed a Robertiello Alfredo di Angelomaria dal 1948. Tra il 1950 ed il 1951 l'Amministrazione Comunale acquisì il fortilizio allo scopo di salvaguardarlo e di restaurarlo. Nella "Relazione sullo stato attuale dei castelli in provincia di Salerno", redatta dall'Istituto Italiano dei Castelli nel febbraio 1967, si legge: “pressoché integralmente conservato all'esterno, all'interno è tutta una rovina"; negli anni ‘70 viene abbandonato.
Sino al sisma, il Castello aveva conservato prevalentemente l'aspetto iniziale. Nonostante i crolli determinati dagli ultimi terremoti e le attuali precarie condizioni statiche il Castello costituisce tuttora una delle testimonianze più significative dell'architettura fortificata presenti nell'alto Sele. Di particolare interesse e valore resta, infatti, questo monumento tuttora caratterizzato dall'individuazione della perimetrazione murata esterna della fortificazione, dai resti dell'avamposto (e/o baluardo), del fossato delimitato dalla muratura in pietra e/o dalla roccia viva con il suo ponte.
Per il suo notevole interesse culturale, il Castello è stato assoggettato a tutela monumentale nel 1924 e confermato nel 1941.
Al sisma è seguito un lungo periodo di totale abbandono fino al 2004, quando la Regione Campania ha assegnato alla Soprintendenza Archeologia Belle Arti e Paesaggio di Salerno e Avellino un finanziamento della Comunità Europea di quasi un milione di euro per il suo consolidamento e restauro. La Soprintendenza non è riuscita a completare il recupero del Castello, ma ha fatto riscoprire alla collettività lavianese (e non solo ad essa) questo monumento di notevole interesse artistico-architettonico di rilevante valore sociale ai fini della riappropriazione della memoria storica e dell'identità culturale dei luoghi.
In alcune sale del Castello sono raccolti attrezzi agricoli e suppellettili, quasi un embrione di un incipiente “museo della civiltà contadina”.

### Aree naturali
Il territorio del comune ricade parzialmente nella Riserva naturale Monti Eremita – Marzano, estesa 3.680 ettari e costituita prevalentemente da terreni di proprietà demaniale boscati, alternati a pascoli con andamento molto ondulato, con quote medie elevate; la sua vetta più alta è quella di monte Eremita. Si tratta di un importante corridoio naturalistico tra i monti Picentini e la Basilicata, ricco di boschi, con alberi secolari, e vaste radure. Di notevole interesse sono i boschi di Spagarino, della Montagna Grande, del Faito e il Cerreta.
Tra le aree attrezzate, Melito, con barbecue, tavoli, panchine e gazebo, Valle Piana e Franzino, a circa 1.400 m, con strutture in legno per il pic-nic e giochi per i bimbi, oltre alla chiesetta denominata santuario della Madonna della Misericordia.

## Società

### Consistenza e caratteristiche principali
Al primo gennaio 2016 risiedono nel comune 579 famiglie, 1.438 abitanti (di cui 1.199 nel paese di Laviano), 691 maschi e 747 femmine. Si contano 48 laureati (di cui 28 femmine) e 309 diplomati (161 femmine). La popolazione vive quasi esclusivamente dei proventi dell'agricoltura, della silvicoltura e dell’allevamento, le risorse monetarie provengono anche da attività artigianali, dai pensionati e dalle rimesse degli emigrati. Sono 19 le unità attive nel settore industriale, 46 nei servizi, 63 nell’amministrazione e 66 in altri settori.

### Migrazioni ed evoluzione demografica
Il territorio di Laviano appartiene storicamente alla cosiddetta fascia d'«osso» del salernitano profondamente travagliato dall'emigrazione transoceanica.
L'emigrazione segna, appunto, la storia del paese, a partire dalla fine del 1800. Tra il 1881 e il 1931 si ha infatti una perdita di popolazione del 24%, con un calo massimo del 21% tra il 1881 e il 1911. Dopo la seconda guerra mondiale il ripopolamento, avvenuto negli anni trenta e quaranta, è vanificato da una ondata migratoria, che, in trent'anni, elimina il 19% dei residenti. Meta principale dell'emigrazione lavianese d'inizio secolo sono gli Stati Uniti d’America. Nel secondo dopoguerra, ad un iniziale movimento verso l'Argentina, El Salvador, gli Stati Uniti e l'Australia, si sostituisce progressivamente un forte flusso europeo, indirizzato prioritariamente verso la Svizzera e, successivamente, verso la Germania, il Belgio e l’Inghilterra. Secondo l'Anagrafe degli Italiani Residenti all'Estero, nel 2013 risultano residenti all’estero 884 persone originarie di Laviano, distribuite nei cinque continenti.
Dal 1961 al 2011 la popolazione residente diminuisce di un ulteriore 35,1% passando da 2.289 a 1.485 unità.

### Evoluzione demografica
Abitanti censiti

### Etnie e minoranze straniere
Al 1º gennaio 2020 a Laviano risultano residenti 44 cittadini stranieri, pari al 3,19% della popolazione comunale. Le principali nazionalità sono:
| Paese di cittadinanza | Popolazione (1-1-2020) |
| --------------------- | ---------------------- |
| Romania               | 35                     |
| Albania               | 4                      |
| Ucraina               | 2                      |

### Religione
La maggioranza della popolazione è di religione cristiana di rito cattolico; il comune appartiene alla forania di Colliano dell'arcidiocesi di Salerno-Campagna-Acerno, con una parrocchia.

### Tradizioni e folclore
Tra le varie leggende, comuni a quelle riscontrabili in altre aree del Meridione (e non solo), si ricordano le più note: quelle dello Scazzamuriello e della Masciàra.
Lo Scazzamauriello è uno spiritello dotato di poteri magici. Predilige, come la Janara, le ore notturne, entra nelle case dai buchi delle serrature. Nonostante le piccole dimensioni, è assai forte e pesantissimo e ha l'abitudine di sedersi sulla pancia o sul petto di chi dorme, guastandogli il sonno. È benevolo con le fanciulle e le protegge dalle angherie delle matrigne e delle padrone, arrivando ad aiutarle nei lavori di casa; ama anche i bambini e regala loro dolcetti e monete. Non vuole essere veduto e, se viene afferrato, pur di non rivelarsi nelle sue sembianze, è disposto a donare monete d'oro. Qualcuno giura di averlo afferrato e sostiene che ha un corpo simile al gatto, ma secondo la leggenda egli saprebbe trasformarsi anche in altre creature.
La masciàra era una donna con una grande conoscenza. Per millenni, infatti, chiunque stesse male ha cercato i rimedi di una strega, figura intermedia tra il medico e il prete, che riassumeva in sé, secondo la credenza popolare, il potere di queste due figure. Le masciàre lanciavano il malocchio, spiavano nelle case, si arrampicavano sui tetti, facevano ammalare i bambini e si trasformavano in temibili gatti neri usando un particolare unguento.

### Istituzioni, enti e associazioni
Il comune è dotato della caserma dei Carabinieri, di uno sportello bancario, degli uffici municipali e postali. Abbastanza diversificati i servizi attinenti all'assistenza sanitaria, che includono una farmacia, un ambulatorio pubblico, un presidio di guardia medica e un consultorio familiare.

## Geografia antropica

### Frazioni
Lo statuto comunale di Laviano non menziona alcuna frazione. In base al 14º Censimento Generale della Popolazione e delle Abitazioni, l'unica frazione è Campo di Piano, 197 abitanti, 354 m s.l.m., abitato comprensivo di prefabbricati realizzati a seguito del sisma del 1980.
La maggior parte della popolazione risiede nel luogo ove era ubicato il vecchio paese, interamente ricostruito in seguito al sisma. I vecchi prefabbricati sono stati adibiti a villaggio anti-stress.

## Cultura
Il comune è dotato di un teatro, di una biblioteca comunale e delle scuole per l'istruzione primaria e secondaria di primo grado.

### Cucina
Rinomata è la pasta fatta in casa sui tumpagni: le lagane e fagioli (lag'n' e fasul), i fusilli, i cavatelli, le orecchiette (l'aurecchie r' preut), la pasta con i fiori di zucca (pasta cu tallucci e sciurilli), trippa e ceci (trippa e cicr), le patate in purea con fagioli e granturco (patan sfriscniate cu fasu'l e gran) e le trippe di pecora al sugo. Tra i dolci: i cauzuncin, le chiacchiere, le zeppole di San Giuseppe, gli strufoli, la pastiera.

### Eventi
- Carnevale: rappresentazione teatrale dei mesi dell’anno, recita di antiche origini cui partecipano personaggi mascherati, e sfilata di carri allegorici.

## Economia

### Agricoltura
Attività agricole e allevamento
La Superficie territoriale è di 55,68 km². Secondo i dati del 6º Censimento generale dell’Agricoltura, al 31 dicembre 2010, la Superficie Agricola Totale (SAT) di Laviano è pari a 2.125 ettari (38% della superficie territoriale), mentre la Superficie Agricola Utilizzata (SAU) è di 1.660 ettari (29% della superficie territoriale).
Delle 198 aziende agricole censite, i tre quarti operano prevalentemente su terreni di proprietà, il resto coltiva terreni in affitto e/o in uso gratuito; 181 sono a conduzione diretta e 17 con salariati. Il 55% dei capoazienda è maschio, maturo o anziano al 90% e per il 13% detentore di un titolo di studio superiore (di scuola secondaria di secondo grado o di laurea). La cooperativa "Vigna della Corte" è operante da 20 anni e produce olio d'oliva D.O.P.
I prati e i pascoli permanenti, diffusi prevalentemente sui versanti e gli altopiani della montagna calcarea del territorio comunale, interessano 1.300 ettari circa. I seminativi occupano 238 ettari (pari al 14% della SAU), le coltivazioni legnose sono praticate su 131 ettari (pari all’8% della SAU). All’interno dei seminativi prevalgono le colture foraggere che caratterizzano maggiormente le aree di montagna, coprendo 156 ettari, mentre i cereali (frumento, mais, avena, orzo) interessano 29 ettari. Ai legumi e alle colture ortive risultano destinati quattro ettari, mentre 49 ettari sono investiti ad altre colture erbacee. Tra le coltivazioni legnose (spesso in coltura associata, con sistemazioni a terrazzamenti e ciglionamenti), prevale l’olivo per la produzione di olio su 114 ettari, mentre vite e fruttiferi interessano complessivamente 18 ettari.
L'attività zootecnica riveste un ruolo importante nell'economia locale. A conferma di ciò, si ricorda che circa il 78% della SAU è destinata ai prati e ai pascoli e che una quota non indifferente dei seminativi è investita a foraggere. Anche le superfici a bosco svolgono un ruolo significativo nell'ambito delle attività zootecniche. Infatti, sia le vacche podoliche, note per la loro rusticità, che i greggi di capre riescono a sfruttare le risorse dei boschi. Il patrimonio zootecnico è costituito da circa 1.000 capi bovini (prevalentemente di razza podolica), poco più di 300 ovini e una settantina di caprini, e pochi suini. L'allevamento del bovino podolico, grazie alla sua adattabilità agli ambienti difficili ed alla sua capacità di sfruttare risorse alimentari "povere", rappresenta forse una delle poche scelte produttive possibili ed una fonte di reddito non trascurabile. Considerando la scarsa produttività lattiera di questa razza prevalentemente da carne e l'alta quota di latte destinata all'alimentazione dei vitelli, si perviene ad un quantitativo limitato di latte destinabile alla trasformazione in latticini, la stragrande maggioranza dei quali sono rappresentati da caciocavalli.
La ridotta ampiezza media delle aziende, di rado superiore a due ettari, è determinata dalla preponderanza di piccolissime aziende famigliari (spesso frammentate in più appezzamenti), in genere condotte da coltivatori diretti di età più o meno avanzata, con basso livello di scolarizzazione, che producono per consumo proprio su terreni acclivi, in seccagno, senza o quasi impiego di mezzi tecnici, con commercializzazione delle eventuali eccedenze. La conduzione con salariati, che si realizza su unità di dimensioni economicamente significative, riguarda principalmente le aziende ad indirizzo zootecnico e, in qualche misura, olivicolo, le cui produzioni sono commercializzate solo in parte nel territorio comunale.
Boschi
Il bosco riflette la successione delle fasce altimetriche, essendo formato, a quote relativamente basse, da querce, castagni e resinose, in alto, da secolari faggete. Le principali specie che compongono il bosco sono: Acero (Acer subsp), Carpino bianco (Carpinus betulus), Carpino nero (Ostrya carpinifolia), Castagno (Castanea sativa), Cerro (Quercus cerris), Faggio (Fagus silvatica), Frassino (Fraxinus ornus), Leccio (Quercus ilex), Nocciolo (Corylus avellana), Ontano (Alnus subsp), Ornello (Fraxinus ornus), Pioppo bianco (Populus alba), Quercia (Quercus subsp), Roverella (Quercus pubescens). Non mancano essenze tipiche della macchia mediterranea, quali la ginestra, il lentisco e il corbezzolo. Nel sottobosco vegetano alloro, asparago selvatico, cardi, corniolo (bacche eduli), fragola, funghi, ginepro, lampone, mirtillo, mirto, rovo spinoso (more eduli), origano, rosmarino, tartufi, timo, vitalba (cime eduli), oltre a numerose varietà di orchidee e di altri fiori.
La superficie boscata risulta di 4.376 ettari (boschi misti, cedui e rimboschimenti, cespuglieti). La maggior parte di essa è demaniale ed il Comune ha tradizionalmente tratto gran parte dei suoi proventi dalla vendita del legname. L'Ente comunale risulta proprietario di una superficie di 2.447 ettari.

### Industria
L'industria si identifica per lo più con le attività di trasformazione legate alla sfera rurale: i prodotti caseari che comprendono il caciocavallo di podolica, il cacioricotta, la ricotta, la scamorza, la treccia, il burrino e, inoltre, l’olio di oliva e vari dolci tipici confezionati anche con farine di varietà di frumento tradizionali.
Il Caciocavallo podolico, ritenuto un formaggio per intenditori, con caratteristiche organolettiche di gran lunga superiori a quelle degli altri Caciocavalli, la Scamorza e la Manteca podolici, sono a giusta ragione considerati eccellenti, prodotti di élite, destinati alle mense dei più raffinati estimatori. La commercializzazione del Caciocavallo è costante durante l'anno; solo il periodo estivo, con il ritorno degli emigranti e il pur esiguo flusso turistico, determina un incremento delle vendite.
Gli oliveti del Comune di Laviano rientrano nell’areale di produzione e di lavorazione dell’Olio extravergine d’oliva Colline Salernitane D.O.P.. La Denominazione di Origine Protetta è stata riconosciuta a livello europeo (nel 1997) e nazionale (nel 1998). L'olio che si ottiene dalla premitura di olive delle varietà autoctone (Rotondella, Frantoio, Carpellese o Nostrale, Ogliarola, Leccino ed altre), al gusto rivela un sapore deciso e persistente, gradevolmente amaro e piccante, giustamente corposo, con buona ed equilibrata struttura e chiari sentori di carciofo, cardo e vegetali amari. La notevole presenza di note aromatiche fa prediligere l'uso di quest'olio su piatti di una certa consistenza, come minestre a base di legumi, gustose pastasciutte della tradizione campana e grigliate di pesce.

### Turismo
Situato in posizione centrale nella Valle del Sele, il comune di Laviano dispone di notevoli risorse naturalistiche, di cui la fitta rete di sentieri ed itinerari turistici agevola la fruizione. Risorse destinate a costituire il punto di riferimento per una serie di iniziative di valorizzazione ambientale di ampio respiro.
Escursionismo e torrentismo
Tra i percorsi escursionistici che collegano Laviano, con inizio nei pressi del Castello, con aree attrezzate e località di montagna meritano attenzione i seguenti:
- all’area attrezzata Franzino (1.400 m s.l.m.), al monte Eremita (1.579 m s.l.m.) e/o al monte Astora (1.561 m s.l.m.);
- all’area attrezzata Melito (1.000 m s.l.m.);
- alle località Cesina Piana e Campo Piano (350 m s.l.m.);
- al monte Capolalma (853 m) alla località Santa Maria;
- alle località Castagneto e Santa Maria;
- al Monte Pennone (11 km, 1.031 metri di dislivello);
- al Piano Pecora (16 km, 1.015 metri di dislivello).

Altri sentieri che si svolgono nel territorio Comune di Laviano sono riportati sulla Carta dei sentieri Monti Marzano Eremita in scala 1:25000:
- con segnavia 200: dalla località Campo Piano di Laviano a Valva (m. 230 di dislivello in salita e m. 150 di dislivello in discesa);
- con segnavia 207: da Campo Piano di Laviano a Franzino (m. 975 di dislivello);
- con segnavia 208: da Laviano km. 48+200 a Franzino (m. 852 di dislivello);
- con segnavia 209: da Laviano località S. Maria a Pietra di Portula (m. 500 di dislivello in salita e m. 150 di dislivello in discesa);
- con segnavia 210: da Fontana Giancarlo di Laviano km. 46+700 alle pendici del Monte Pennacchio (m. 635 di dislivello in salita);
- con segnavia 211: dal km. 46+050 della s.s. - piano della Vaccara a Località Nicchiarone (m. 525 di dislivello in salita e m. 150 di dislivello in discesa).

Nel Vallone delle Conche (Castello/Ponte tibetano) è inoltre possibile praticare torrentismo nel canyon che percorre una profonda e strettissima gola, con tuffi, toboga e brevi calate; adatto a persone allenate, della durata di cinque ore circa.

## Infrastrutture e trasporti

### Strade
- Strada Regionale 91 della Valle del Sele (dal km 71+620 al km 85+750);
- Strada Regionale 381 Innesto sulla SS91 (Passo delle Crocelle)-fino al confine della Basilicata;
- Strada Provinciale 9/b Cimitero di Oliveto Citra-Ponte Oliveto-Valva-Ponte Temete I;
- Strada Provinciale 33 Laviano-Santomenna-Bivio San Felice.

### Mobilità urbana
La mobilità è affidata, per quanto riguarda i trasporti extraurbani, alla società SITA che collega il paese con Salerno e Pescopagano.

## Amministrazione

### Sindaci
L'attuale sindaco in carica di Laviano è Oscar Imbriaco, al suo secondo mandato, eletto con il 55% dei votanti.
| Periodo        | Periodo        | Primo cittadino     | Partito                      | Carica                    | Note |
| -------------- | -------------- | ------------------- | ---------------------------- | ------------------------- | ---- |
| 23 aprile 1995 | 13 giugno 1999 | Rocco Falivena      | lista civica                 | Sindaco                   |      |
| 13 giugno 1999 | 22 giugno 2001 | Arcangelo Gizzi     | centro-sinistra              | Sindaco                   |      |
| 22 giugno 2001 | 26 maggio 2002 | Pasquale De Lorenzo | -                            | commissario straordinario |      |
| 27 maggio 2002 | 13 aprile 2008 | Rocco Falivena      | centro-sinistra              | Sindaco                   |      |
| 14 aprile 2008 | 26 maggio 2013 | Rocco Falivena      | lista civica                 | Sindaco                   |      |
| 27 maggio 2013 | in carica      | Oscar Imbriaco      | lista civica Progetto Comune | Sindaco                   |      |

### Altre informazioni amministrative
Il comune faceva parte della Comunità montana Tanagro - Alto e Medio Sele, accorpata a fine 2008 con la Comunità montana Zona del Tanagro a costituire la Comunità montana Tanagro - Alto e Medio Sele, cui appunto oggi il comune appartiene.
Il comune è anche parte, insieme ai comuni di Colliano e Valva, della Riserva naturale Monti Eremita - Marzano, istituita dalla Regione Campania con Legge n. 33 del 1/9/1993 (D.P.G.R.C. n. 5574/1995).
Le competenze in materia di difesa del suolo sono delegate dalla Campania all'Autorità di bacino interregionale del fiume Sele.
In materia di Mercato del lavoro, il comune ricade nel bacino territoriale del Centro per l'impiego di Oliveto Citra.

### Gemellaggi
Malé Dvorníky in Slovacchia.

## Sport

### Impianti sportivi
- Campo di calcio "Palmiro Fasano"[31].
- Complesso Anfiteatro (campo di bocce)[31].
- Palestra ex scuola media Attilio D'Antona dove viene praticata dall'anno 2017 la pallavolo con la squadra femminile e maschile A.S.D. Laviano Volley